# 前田秀一郎 (医学者)
前田 秀一郎（まえだ しゅういちろう、1948年8月 - ）は、日本の医学者。元山梨大学学長・医学部学部長。人類遺伝学を専門研究領域とする。2024年瑞宝中綬章受章。

## 経歴
- 1967年 - 福岡県立修猷館高等学校卒業[3]
- 1973年 - 九州大学医学部卒業
- 1978年 - 九州大学大学院医学研究科医学博士課程修了[4]
- 1978年 - 九州大学医学部助手
- 1978年 - 米国ロシュ分子生物学研究所留学（～1981年）
- 1981年 - 熊本大学医学部助教授
- 1993年 - 山梨医科大学医学部教授（生化学講座）
- 2002年 - 山梨大学医学部教授（生化学講座）（山梨医科大学が山梨大学と統合）
- 2006年 - 山梨大学医学部長兼任（～2009年）
- 2009年 - 山梨大学学長（～2015年）[5]
- 2015年 - 山梨科学アカデミー会長